# Liangchahe (sockenhuvudort i Kina, Hunan Sheng, lat 29,18, long 109,72)
Liangchahe (kinesiska: 两岔河, 两岔乡) är en sockenhuvudort i Kina. Den ligger i provinsen Hunan, i den södra delen av landet, omkring 340 kilometer väster om provinshuvudstaden Changsha. Antalet invånare är 9 926. Befolkningen består av 4 658 kvinnor och 5 268 män. Barn under 15 år utgör 22,0 %, vuxna 15-64 år 66 %, och äldre över 65 år 10,0 %.
Runt Liangchahe är det ganska tätbefolkat, med 116 invånare per kvadratkilometer. Närmaste större samhälle är Hongyanxi, 14,8 km nordväst om Liangchahe. I omgivningarna runt Liangchahe växer huvudsakligen savannskog.
Genomsnittlig årsnederbörd är 1 711 millimeter. Den regnigaste månaden är maj, med i genomsnitt 288 mm nederbörd, och den torraste är december, med 22 mm nederbörd.